# Darwin's Game
Darwin's Game (ダーウィンズゲーム, Dāwinzu Gēmu) é um mangá japonês escrito e ilustrado por FLIPFLOPs. Uma adaptação para anime pela Nexus estreou em 3 de janeiro de 2020.

## Premissa
Kaname Sudō, de 17 anos, aceita um convite on-line de um amigo para jogar um jogo chamado Darwin's Game, sem que ele saiba que o jogo envolve uma luta entre a vida e a morte.

## Personagens
Kaname Sudō (須藤要, Sudō Kaname)
Voz de: Yūsuke Kobayashi
Um estudante do ensino médio que acidentalmente é envolido no Darwin's Game. Seu Sigil permite recriar armas e outros objetos simples que ele tocou antes. Seu Sigil também permite que ele modifique os objetos que recria (por exemplo, ele pode fazer balas com mais pólvora).
Shuka Karino (狩野朱歌, Karino Shuka)
Voz de: Reina Ueda
Rain Kashiwagi (柏木鈴音, Kashiwagi Rain)
Voz de: Nichika Ōmori
Uma estudante do ensino médio que atua como informante dos jogadores do Darwin's Game. Seu Sigil permite calcular os vetores físicos de tal maneira que ela possa visualizar o futuro próximo.
Ryūji Maesaka (前坂隆二, Maesaka Ryūji)
Voz de: Taku Yashiro
Ryuji é um jogador de Darwin's Game cuja única motivação de vida é matar Wang (King na versão inglesa). Ele aparenta ser agressivo, porém, é uma pessoa altruista que daria a sua vida por quem é importante para ele. Usa uma metralhadora e uma máscara de esqueleto e o seu sigil é ver se alguém está a mentir ou a dizer a verdade.
Sui/Sōta (スイ/ソータ)
Voz de: Yumiri Hanamori
Sui é uma rapariga tímida de 11 anos que odeia matar outros para sobreviver. Ela é pequena e tem um cabelo azul claro curto. Possui um sigil que lhe permite controlar a água e que lhe permite despertar o seu irmão morto Sota, possuidor do sigil de congelar a água.
Hamada (ハマダ, Hamada)
Voz de: Yūya Hirose
Kyōda (キョウダ, Kyōda)
Voz de: Chiaki Kobayashi
Shinozuka (シノヅカ, Shinozuka)
Voz de: Fukushi Ochiai
Banda-kun (バンダ君, Banda-kun)
Voz de: Eiji Takemoto
King (王, Ō)
Voz de: Yoshitsugu Matsuoka
Keiichi (ケーイチ, Keiichi)
Voz de: Ryūichi Kijima

## Mídia

### Mangá
FLIPFLOPs lançou a série na edição de janeiro de 2013 da revista de mangá shōnen da Akita Shoten, Bessatsu Shōnen Champion, publicada em 12 de dezembro de 2012. A série foi compilada em 30 volumes a partir de 5 de janeiro de 2024. O mangá entrou em seu arco final em 11 de janeiro de 2020.

### Anime
Uma adaptação para anime foi anunciada a partir do 16º volume do mangá em 8 de novembro de 2018. A série é dirigida por Yoshinobu Tokumoto e escrita por Shū Miyama, roteirista da dupla FLIPFLOPs e também criador original da série de mangás, com animação do estúdio Nexus e design de personagens de Kazuya Nakanishi. Kenichiro Suehiro é o responsável pela trilha sonora do anime, que estreou em 3 de janeiro de 2020 no Tokyo MX e em outros canais. O primeiro episódio, com duração de uma hora, foi exibido na noite de 24 de dezembro de 2019. A música de abertura é "CHAIN", de ASCA, enquanto "Alive", de Mashiro Ayano, é a música de encerramento. A Aniplex of America licenciou a série e a transmite na FunimationNow, AnimeLab e Wakanim desde 3 de janeiro de 2020, e na Crunchyroll e HIDIVE a partir de 2 de fevereiro de 2020. A Funimation produzirá uma dublagem em inglês para a série. Terá ao todo 11 episódios.